# Leaburu
Leaburu – gmina w Hiszpanii, w prowincji Guipúzcoa, w Kraju Basków, o powierzchni 3,5 km². W 2011 roku gmina liczyła 384 mieszkańców.